# Bosone II (conte)

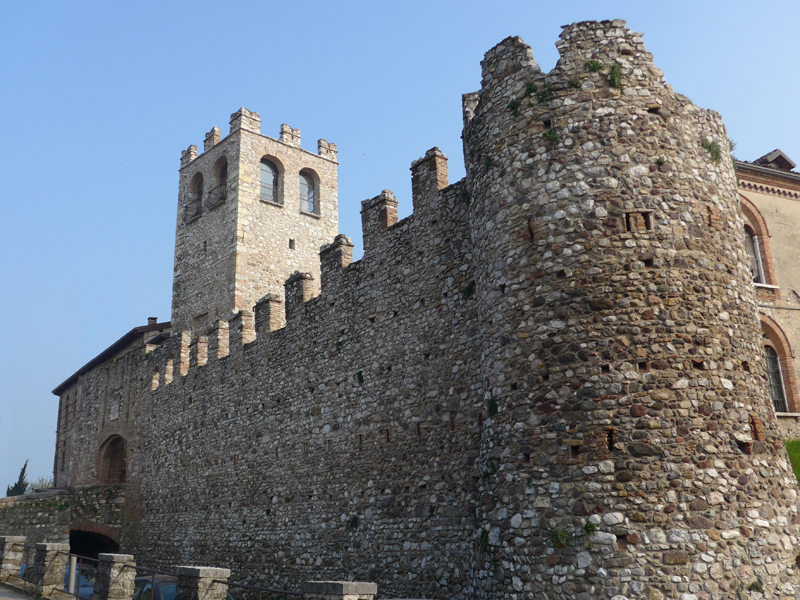
Il castello di Desenzano

Bosone II detto anche Conte Bosone o Bosone II di Sabbioneta (Parma, XI secolo – 7 luglio 1085) è stato un feudatario italiano.

## Biografia
Poco si conosce di questo conte rurale, figlio di Ugo II, probabilmente oriundo tedesco e vicario imperiale di Asola nel 1085, vissuto nell'XI secolo nella zona corrispondente attualmente al Medio-Alto Mantovano e che ricoprì anche la carica di gonfaloniere del vescovo di Parma. L'imperatore Enrico II gli assegnò la contea di Desenzano e con essa anche il castello.
Sotto l'imperatore Enrico IV Bosone II ricevette in feudo le terre di Commessaggio e Sabbioneta, alle quali si aggiunsero successivamente Redondesco, Piubega, Mariana, Casalmoro, Casalromano e Mosio. Nel 1077 ricevette anche le terre di Asola, borgo che godette di una propria autonomia e di vari privilegi.
Alla sua morte, gli succedette per breve tempo nella carica di vicario imperiale il figlio quartogenito Uberto, perché nel 1121 venne cacciato dai conti Casalodi che presero possesso di Asola.

## Discendenza
Bosone II sposò una certa Donella (o Bonella) di Parma, sorella del conte Uberto I di Parma, dalla quale ebbe cinque figli, che ereditarono i possedimenti e il titolo di conte:
- Ugo III (Ugone) (?-1105), primogenito, conte di Sabbioneta, sposò la contessa Matilde, figlia del conte Egiberto (o Egibaldo o Regimbaldo) di Treviso
- Bosone III, secondogenito, religioso e arcidiacono della cattedrale di Parma
- Alberto di Sabbioneta (?-1116), conte, parteggiò per la granccontessa Matilde di Canossa
- Uberto (?-1119), conte, vicario imperiale di Asola e signore di Marcaria
- Gisla (?-1105), sposò Turrisendo II della famiglia dei Turrisendi di Verona
- Walfredo